# Rignano sull’Arno
Rignano sull’Arno település Olaszországban, Toszkána régióban, Firenze megyében. Lakosainak száma 8504 fő (2023. január 1.). Rignano sull’Arno Bagno a Ripoli, Figline e Incisa Valdarno, Pelago, Reggello, Greve in Chianti és Pontassieve községekkel határos.

## Népesség
A település lakossága az elmúlt években az alábbi módon változott:
| Lakosok száma | 8708 | 8718 | 8504 |
|               | 2013 | 2018 | 2023 |